# Ciudad de Chester (distrito electoral del Parlamento del Reino Unido)
La Ciudad de Chester es un distrito electoral representado en la Cámara de los Comunes del Reino Unido desde el 2015 por Chris Matheson del Partido Laboral.

## Perfil
El distrito electoral cubre la ciudad inglesa de Chester en la frontera de Gales y partes circundantes de la autoridad unitaria de Cheshire West y Chester, incluyendo los pueblos de Aldford, Capenhurst, Christleton, Guilden Sutton, Mollington, Newtown, Pulford y Saughall.
Gran parte de la propia ciudad de Chester es residencial de diversas características, con más áreas de clase media como Upton y la antigua finca rural de Blacon, que es, excepto donde se compra bajo el derecho de compra; propiedad y administrado por la asociación de vivienda local, Chester And District Housing Trust.

## Historia
Como parte de un condado palatino con un parlamento propio hasta principios del siglo XVI, Chester no obtuvo el derecho al voto (no envió diputados a la Cámara de los Comunes) hasta la Ley de Chester y Cheshire (distritos electorales) de 1542, desde que devolvió dos diputados al Parlamento como borough. Continuó eligiendo dos diputados hasta la Ley de Redistribución de Asientos de 1885 que redujo su representación a un diputado.
Bajo la Ley de Representación del Pueblo de 1918, el distrito parlamentario fue abolido y reemplazado por una división de condado, ganando áreas rurales de los distritos electorales vecinos de Eddisbury y Wirral. Desde entonces, los límites de la circunscripción se han mantenido relativamente consistentes, reflejando principalmente cambios en la autoridad local y los límites de los distritos.

## Fronteras
- 1918–1950: El condado de Chester, el distrito urbano de Hoole y el distrito rural de Chester.[4]
- 1950–1974: Igual que antes, pero con cambios menores en los límites para alinearse con los límites revisados del distrito rural de Chester.[5]
- 1974–1983: El distrito del condado de Chester y el distrito rural de Chester.[5]

El distrito urbano de Hoole había sido absorbido por el condado de Chester en 1954, pero los límites de la circunscripción permanecieron sin cambios.
- 1983–1997: Los distritos de la ciudad de Chester de Blacon Hall, Boughton, Boughton Heath, Christleton, College, Curzon, Dee Point, Dodleston, Grosvenor, Hoole, Newton, Plas Newton, Sealand, Upton Grange, Upton Heath, Vicars Cross y Westminster.[6]

Las áreas rurales al norte de Chester, que comprenden los distritos de Elton, Mollington y Saughall, se transfirieron a la nueva circunscripción de Ellesmere Port y Neston.
- 1997–2010: Los distritos de la ciudad de Chester de Blacon Hall, Boughton, Boughton Heath, Christledon, College, Curzon, Dee Point, Dodleston, Grosvenor, Hoole, Mollington, Newton, Plas Newton, Saughall, Sealand, Upton Grange, Upton Heath, Vicars Cross y Westminster.[7]

Los distritos de Mollington y Saughall se transfirieron de regreso desde Ellesmere Port y Neston.
- 2010–2019: La Ley de Distritos Electorales Parlamentarios (Inglaterra) de 2007 definió los límites como:

Los distritos de la ciudad de Chester de Blacon Hall, Blacon Lodge, Boughton, Boughton Heath, Christleton, City y St Anne's, College, Curzon y Westminster, Dodleston, Handbridge y St Mary's, Hoole All Saints, Hoole Groves, Huntington, Lache Park, Mollington , Newton Brook, Newton St Michael's, Saughall, Upton Grange, Upton Westlea y Vicars Cross.
Cambios menores para reflejar los límites de los distritos revisados.
Sin embargo, antes de que los nuevos límites entraran en vigor para las elecciones de 2010, los distritos que componen el condado de Cheshire fueron abolidos el 1 de abril de 2009, siendo reemplazados por cuatro autoridades unitarias. En consecuencia, los límites de la circunscripción se convirtieron en:
Los distritos de Cheshire West y Chester de Blacon, Boughton, Chester City, Chester Villages (parte), Dodleston y Huntington, Farndon (parte), Garden Quarter, Great Boughton, Handbridge Park, Hoole, Lache, Little Neston y Burton, Newton, Saughall y Mollington y Upton.
- 2019–presente: Luego de una nueva revisión de los límites de los distritos del gobierno local en 2019, los límites son actualmente:

Los distritos de Cheshire West y Chester de Central y Blacon, Chester City y Garden Quarter, Christleton y Huntington (parte), Farndon (parte), Gowy Rural (parte), Great Boughton, Handbridge Park, Lache, Newton & Hoole, Saughall y Mollington y Upton.

## Historia política

### Distrito con dos escaños (hasta 1885)
De 1715 a 1869, al menos uno de los dos asientos estuvo ocupado por un miembro de la familia Grosvenor. Durante la mayor parte del siglo XIX, ambos diputados representaron a los whigs y (más tarde) a los liberales. Los conservadores ocuparon uno de los dos escaños desde 1859-1865 y 1868-1880.

### Distrito de un solo escaño (desde 1885)
Los liberales ganaron el escaño uninominal en 1885 pero, aparte del aplastante año de 1906 (ganado por los liberales con una mayoría de solo 47 votos), Chester regresó a los parlamentarios del Partido Conservador continuamente desde 1886 hasta 1997. En la mayoría de las elecciones, las mayorías fueron en términos relativos, medias, pero los parlamentarios del partido obtuvieron mayorías marginales en las elecciones generales de 1929 sobre el candidato liberal (cuando el Partido Laborista formó un gobierno minoritario) y en las elecciones generales de 1992 sobre el candidato laborista, cuando los conservadores tenían una pequeña mayoría parlamentaria.
Christine Russell del Partido Laborista ganó fácilmente el escaño de Gyles Brandreth en las elecciones generales de 1997 después de 87 años de control conservador, y lo retuvo hasta 2010. Su mayoría sobre los conservadores se había reducido a menos de 1.000 votos en las elecciones generales de 2005.
Stephen Mosley, de los conservadores, ganó el escaño del laborismo en las elecciones generales de 2010. Sin embargo, Mosley perdió por poco su escaño cinco años después ante Chris Matheson del Partido Laborista en 2015 por 93 votos. El resultado de las elecciones generales de 2015 le dio a la circunscripción la mayoría más marginal (0,2%) de los 232 escaños del laborismo ganados ese año.
Matheson fue reelegido en las elecciones generales de 2017, con una mayoría significativamente mayor de 9.176 votos, uno de los cambios más grandes para los laboristas en las elecciones. Con un 56,8%, fue la mayor proporción de votos que los laboristas han tenido en la circunscripción y ya no se considera un escaño péndulo. En las elecciones de 2019, Matheson fue elegido una vez más, con una mayoría reducida, pero aún cómoda, del 11,3%.